# Michael Radaković
Michael Radaković [míhael radáković], avstrijski fizik, * 25. april 1866, Gradec, Avstrijsko cesarstvo (sedaj Avstrija), † 16. avgust 1934, Gradec.
Radaković je najbolj znan po svojih raziskavah na področju balistike, cenjen pa je bil po svojih poskusih z izstopno hitrostjo izstrelkov.

## Življenje in delo
Od leta 1884 je študiral fiziko in matematiko na Univerzi v Gradcu. Med tamkajšnjim študijem so nanj vplivali filozofski nauki Alexiusa Meinonga (1853–1920). Doktoriral je leta 1888. Po študiju v Gradcu je nadaljeval izobraževanje v Berlinu, kjer sta bila med drugimi njegova profesorja Hermann von Helmholtz in Gustav Robert Kirchhoff. Habilitacijo je dosegel na Univerzi v Innsbrucku, kjer je leta 1902 postal izredni profesor.
V letu 1906 je nadomestil Stefanovega asistenta (1890–1891) Ottokarja Antona Aloisa Tumlirza (1856–1927) kot predstojnik katedre za  teoretično fiziko na Univerzi v Černovicah. Leta 1915 se je vrnil v Gradec, kjer je nasledil Antona Wassmutha (1844–1927) kot profesor teoretične fizike. Med letoma 1924–25 je bil dekan fakultete za znanost. Po smrti je njegovo mesto v Gradcu prevzel Erwin Schrödinger (1887–1961).
Njegova sinova Theodor Radaković in Konstantin Radaković sta postala profesorja na graški univerzi, Theodor za matematiko in Konstantin za filozofijo.

## Priznanja
Max Planck je leta 1917 Radakovića predlagal za Nobelovo nagrado za fiziko.
Radaković je bil od leta 1930 v fizikalnem razredu član Nemške akademije znanosti Leopoldina v Halleju.